# Poco prima dell'aurora
Poco prima dell'aurora è un album musicale di Ivano Fossati (con la denominazione completa Ivano Alberto Fossati) e Oscar Prudente uscito nel 1973.

## Descrizione
Il disco fu anticipato dal 45 giri È l'aurora/L'Africa, pubblicato alla fine dell'anno precedente; poiché i due artisti appartenevano a due diverse case discografiche (Fonit Cetra e Numero Uno) queste emissioni furono pubblicate con il marchio di entrambe le etichette; si tratta di un caso anomalo ripetutosi più recentemente con gli album di Mina e Celentano, pubblicati sotto etichette (PDU e Clan).
Anche qui, come nell'album precedente di Fossati, è presente un filo conduttore esplicitato dai sottotitoli dei brani della seconda parte dell'album (il lato 2 del LP). Un brano del disco che ottenne successo fu È l'aurora, mentre Apri le braccia era già stata interpretata l'anno prima da Adriano Pappalardo nell'album omonimo con il titolo Libera amore (successivamente, con un altro testo scritto da Cristiano Minellono ed il titolo cambiato in Mama Dodori, sarà cantata anche da Dori Ghezzi).
L'unica canzone cantata dal solo Prudente è L'Africa.
Dall'album viene tratto un altro 45 giri, contenente i brani Tema del lupo/Apri le braccia.
In questo disco Fossati per la prima volta non si limita alla composizione della musica, ma si occupa anche della gestione degli arrangiamenti insieme a Prudente; i musicisti sono quelli che avevano già suonato nei dischi precedenti di Prudente e molti, come Gianni Dall'Aglio (ex batterista dei Ribelli) e Claudio Pascoli, erano i turnisti abituali della Numero Uno.
Il bassista Guido Guglielminetti collaborerà in molte altre incisioni di Fossati.
Fossati e Prudente firmeranno in seguito un contratto con l'etichetta americana Roulette, e un anno dopo ripubblicheranno, sotto pseudonimo di Al Foster Band (senza nulla a che vedere col noto batterista jazz), il brano "Tema Del Lupo", dal nome stavolta variato in "Night Of The wolf".

## Tracce

### Lato A
Testi di Ivano Fossati, musiche di Oscar Prudente.
1. È l'aurora – 5:05
2. Prendi fiato e poi vai – 3:48
3. Ehi amico – 3:20
4. 10 km dalla città – 3:50
5. L'Africa – 3:51

Durata totale: 19:54

### Lato B
Testi di Ivano Fossati tranne dove diversamente indicato, musiche di Oscar Prudente.
1. Tema del lupo (Voglia di non aspettare) (strumentale) – 4:00
2. Lo stregone (Voglia di sapere) – 3:50
3. Apri le braccia (Voglia di amare) – 2:49 (testo: Gianni Celano Giannici – musica: Oscar Prudente)
4. Gil (Voglia di terra) – 3:23

Durata totale: 14:02

## Formazione
- Ivano Fossati: chitarra acustica, chitarra elettrica, flauto traverso, ottavino, ocarina, voce
- Oscar Prudente: chitarra acustica, chitarra elettrica, tastiera, voce
- Guido Guglielminetti: basso
- Gianni Dall'Aglio: batteria
- Franco Pacchierotti: chitarra elettrica
- Reginaldo Ettore: percussioni
- Claudio Pascoli: sax tenore, sax soprano, tastiera
- Mara Cubeddu e Barbara Michelin (non accreditate)[2]: cori